# HMS Nigella (K19)
HMS Nigella (K19) je bila korveta razreda flower Kraljeve vojne mornarice, ki je bila operativna med drugo svetovno vojno.

## Zgodovina
Ladjo so leta 1947 prodali, jo preuredili v trgovsko ladjo in jo preimenovali v Nigelock. 10. marca 1955 se je ladja potopila.